# La Tamponnaise
La Tamponnaise ist ein Fußballverein aus Le Tampon auf Réunion, einer französischen Insel im Indischen Ozean. Der Verein ist auch unter den ehemaligen Namen SS Tamponnaise und US Stade Tamponnaise bekannt. Mit elf Meistertiteln ist Stade Tamponnaise einer der erfolgreichsten Vereine der Insel. Aktuell spielt der Verein in der ersten Liga.

## Geschichte
Der Verein entstand 1982 durch eine Fusion von S/S Tamponnaise (gegründet 1922) und Stade Tamponnais (gegründet 1971). 1991 konnte erstmals der Gewinn der Meisterschaft Réunions gefeiert werden, im gleichen Jahr gewann der Club auch den Pokal Réunions. Weitere Meisterschaften folgten 1992, 1999. Seit 2003 konnte Stade Tamponnaise fünf Titel in Folge gewinnen. 1994 trat der Verein erstmals international an. Es folgten weitere Auftritte in der CAF Champions League, dem Cup Winners Cup und dem CAF Cup. Größter Erfolg war jeweils das Erreichen des Viertelfinales des CAF-Cups 1996 und des Cup-Winner-Cups 1994.
Nachdem der Verein Anfang 2014 eine Bilanz von 900.000 Euro Schulden vorlegte, wurde am 17. Juni 2014 vom „High Court of Saint-Pierre“ die Auflösung des Klubs ausgesprochen. Der Verein wurde anschließend in La Tamponnaise umbenannt.

## Erfolge
- Meisterschaft von Réunion: 11
  - 1991, 1992, 1999, 2003, 2004, 2005, 2006, 2007, 2009, 2010, 2021
- Pokalwettbewerb von Réunion: 6
  - 1991, 2000, 2003, 2008, 2009, 2012

## Stadion

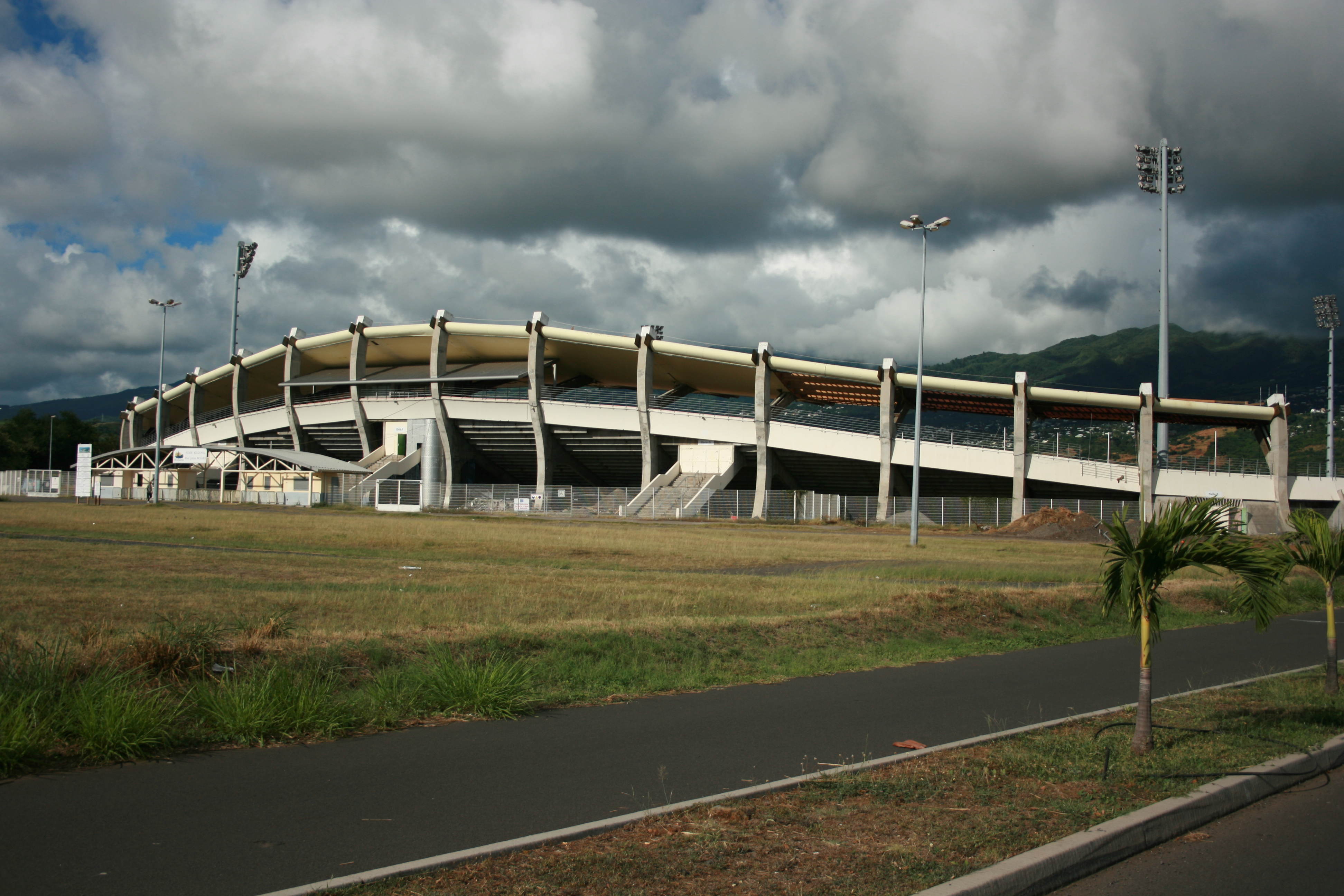
Stade Klébert Picard

Der Verein trägt seine Heimspiele im Stade Klébert Picard in Le Tampon aus. Das Stadion hat ein Fassungsvermögen von 4000 Personen.

## Bekannte ehemalige Spieler
- Fares Bousida (1989 bis 1994, vorher u. a. bei Stade Rennes, OGC Nizza und RC Lens)
- Franck Rabarivony (2003 bis 2006, vorher u. a. bei AJ Auxerre und Skoda Xanthi)
- Jhon Baggio Rakotonomenjanahary (2011 bis 2013, danach u. a. bei FC Concordia Basel)